# Jens Jørgen Thorsen
Jens Jørgen Enna Thorsen (født 2. februar 1932 i Holstebro, død 15. november 2000 i Våxtorp, Laholms kommun, Hallands län, Sverige) var en dansk maler, multikunstner og filminstruktør. Thorsen var kendt som provokatør, men var samtidigt et meget vidende menneske, der var en velanskrevet kunsthistoriker og kunstkritiker.
Han blev især berømt og berygtet for sine kontroversielle planer om en Jesusfilm The Love Affairs of Jesus Christ (en), der skulle omtale Jesu sexliv, hvilket vakte stort internationalt postyr og beskyldninger om blasfemi og dødstrusler og medførte, at Det Danske Filminstitut trak sit tilsagn om støtte til filmen tilbage.
Fra de tidlige 1960'ere og fremefter lavede han sammen med bl.a. Jørgen Nash talrige situationistiske aktioner bl.a. i Det Danske Akademi, Folketinget og Det Kongelige Teater. Han havde studier bag sig både fra kunsthistorie og Kunstakademi.
Ud over en senere Jesusfilm, Jesus vender tilbage, lavede Thorsen bl.a. Stille dage i Clichy efter en roman af Henry Miller og dokumentarfilmene Et år med Henry og Lys.
Thorsen malede både billeder og plankeværker med både pensel, fingre og penis. Hans sidste billeder havde ofte den overordnede titel "Chaos" og var lavet i vild, informel stil. Thorsen lavede også billeder sammen med Jørgen Nash, J V Martin og Tom Krøjer og samarbejdede med teatergruppen Solvognen. Som kunstner virkede han for en samfundsomdannende kunst.
Thorsen skrev også om kunst som kunstanmelder i Paletten, Social-Demokraten, Ekstra Bladet og som forfatter til flere bøger om danske kunstnere og dansk kunst. Han fik stor anerkendelse i Danmark for sin kunsthistoriske viden efter at have deltaget i DR TVs Kunstquiz-programmer i 1980'erne og efter udgivelsen af sin bog Modernisme i dansk malerkunst (1987).
Jens Jørgen Thorsen arbejdede også som kunstlærer og inspirator for andre. I 1997 var han gæstelærer ved et kunstmaleriprojekt. Det var et ugekursus for mennesker med udviklingshandicap på institutionen Bramsnæsvig i Ejby (Lejre Kommune) på Sjælland. Her beskrev deltagerne Thorsens karisma og indfølingsevne, som underviser, som intet mindre end fantastisk. Alle på kurset var vilde med ham.
Jens Jørgen Thorsen ligger begravet på Assistens Kirkegård på Nørrebro i København.

## Filmografi
- Jesus vender tilbage (1992)
- Retfærdighedens rytter (1989) (skuespiller)
- Lys (1988)
- Oviri (1986) (skuespiller)
- Wet Dreams (1974)
- Guld til præriens skrappe drenge (1971) (skuespiller)
- Stille dage i Clichy (1970)
- Et år med Henry  (dokumentar) (1967)
- Herning 1965 (1966)
- Porno-Shop (1965)
- Frelse for dig og mig (1965)
- Do You Want Success? (1964)
- The Situationist Life (1964)
- Flash, Splash, Plash (1963)
- Stopforbud (kortfilm) (1963)
- Fotorama (1960)

## Priser
- Robert-prisen: Årets korte dokumentarfilm for Lys (1988)